# Spathantheum
Spathantheum é um género botânico pertencente à família Araceae.